# جامعة محافظة كامبيناس

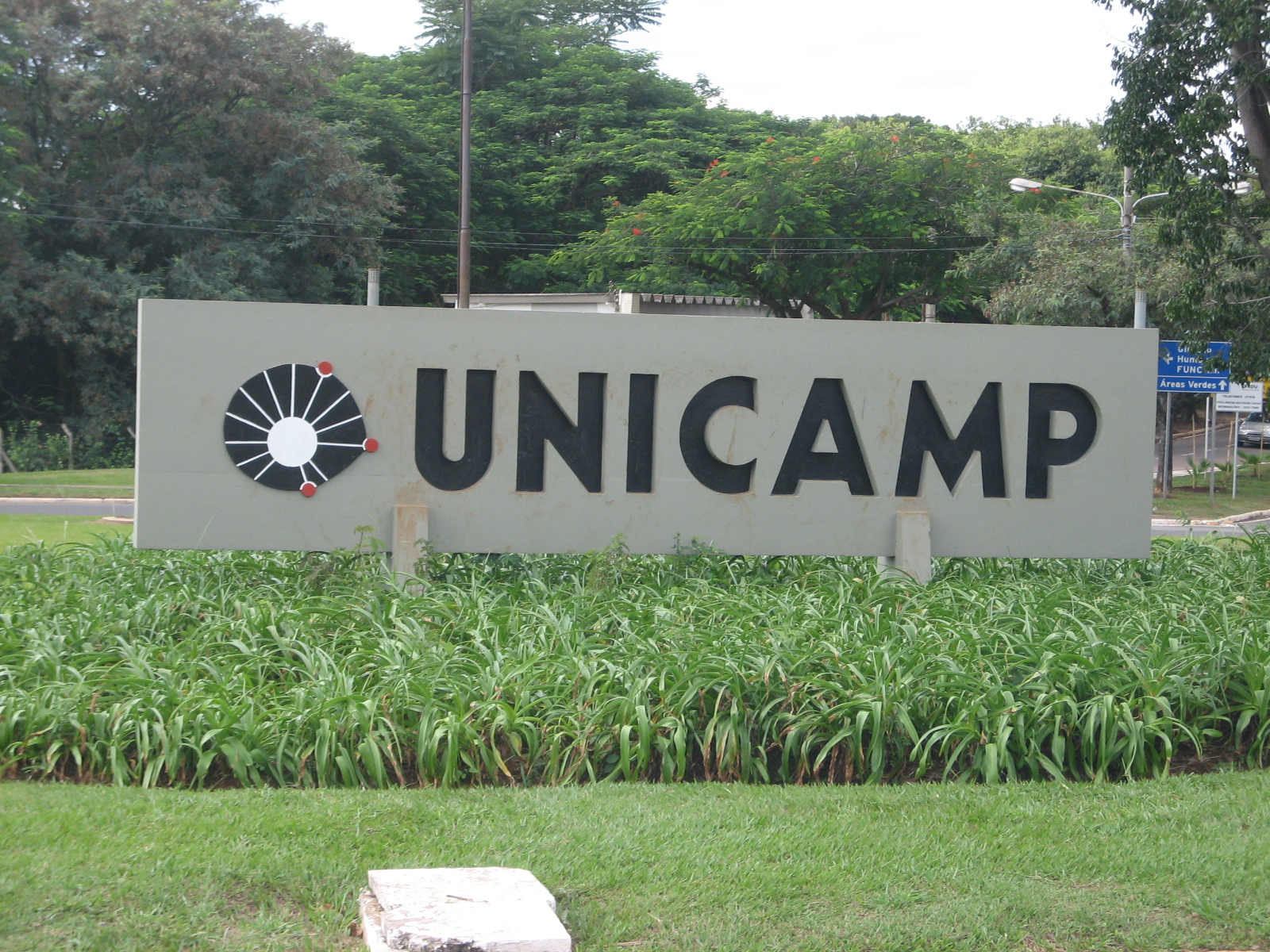
مدخـل الجامعة

جامعة محافظة كامبيناس أو جامعة يني كامب جامعة حكومية برازيلية تأسست في الخامس من أكتوبر عام 1966 في مدينة كامبيناس، والحرم الرئيسي للجامعة يقع في بارو جيرالدو داخل المحافظة وهناك أربع أقسام رئيسية أخرى تقع في مدن مجاورة وتبعد الجامعة 100 كلم عن عاصمة الولاية مدينة ساو باولو.
للالتحاق بالجامعة يتعين على الطلاب تقديم امتحان عام في يني كامب وفي باقي الجامعات البرازيلية يسمى فيستيبولار وتشتهر يني كامب بأصعب امتحانات القبول.

## الكليات
الهندسة، الطب، طب الأسنان، العلوم الطبيعية، التمريض، الصيدلة، علوم الحاسوب، التاريخ، اللغات، علم الأرض، علم البيولوجيا، الفيزياء، الهندسة الزراعية، العلاقات العامة، الاقتصاد، الفلسفة وأقسام أخرى.

## وصلات خارجية
- الصفحة الرئيسية للجامعة  (بالإنجليزية)